# ودي كامبل
ودي كامبل (بالإنجليزية: Woody Campbell)‏ هو لاعب كرة قدم أمريكية أمريكي، ولد في 26 سبتمبر 1944 في Mount Pleasant, Florida ‏ في الولايات المتحدة.

## وصلات خارجية
- ودي كامبل على موقع مرجع كرة القدم المحترفة.كوم (الإنجليزية)